# Boom, Boom, Boom, Boom!!
"Boom, Boom, Boom, Boom!!" é uma canção do grupo holandês de eurodance/bubblegum dance Vengaboys. Foi lançado em em junho de 1999 e relançado em junho de 2017 como um single. Este single fez bastante sucesso na Europa, sendo que ficou em 1° lugar em 9 países e ficando no Top 10 na França, Itália, Irlanda e Alemanha. A música foi escrita pelos produtores de Vengaboys Danski e Delmundo, com o primeiro verso interpolando a música do ABBA "Ley All Your Love On Me" escrito por Benny Andersson e Björn Ulvaeus. Foi lançado para rádio nos Estados Unidos em junho de 1999 e re-lançado para rádio nos Estados Unidos em junho de 2017.

## Crítica
A música recebeu críticas misturadas, embora a maioria fosse geralmente positiva. Foi nomeado a quinta "worst ever summer song" [tradução: "Pior música de verão"] em uma pesquisa realizada por Tony Blackburn e E-tailer para o site www.bol.com. Um escritor do Daily Record ressaltou que boom, boom, boom, boom!! é o maior sucesso de vengaboys e ele acrescentou que, como seus singles anteriores, era "outro cheio de hino partido".

## Uso na mídia
- Em novembro de 1999, "Boom, Boom, Boom, Boom !!" foi utilizado em um anúncio no Japão para Nissan por seus Wingroad 5-door estate.[3]
- Em 2001, o revendedor de móveis britânicos DFS usou a música para uma campanha de promoção e suas vendas aumentaram em até dez por cento.
- Em 2012, artista de gravação dos EUA Rye Rye fez um cover da música com o título de "boom boom".

## Lista de Faixas

### UK 12" single (1999)
1. "Boom, Boom, Boom, Boom!!" (airplay) – 3:24
2. "Boom, Boom, Boom, Boom!!" (Brooklyn Bounce Boombastic RMX) – 6:57
3. "Boom, Boom, Boom, Boom!!" (Mark van Dale with Enrico RMX) – 6:34
4. "Boom, Boom, Boom, Boom!!" (XXL version) – 5:23
5. "Boom, Boom, Boom, Boom!!" (Equator RMX) – 6:20
6. "Boom, Boom, Boom, Boom!!" (Pronti & Kalmani RMX) – 6:50
7. "Boom, Boom, Boom, Boom!!" (Beat Me Up Scotty RMX) – 7:38
8. "Boom, Boom, Boom, Boom!!" (Beat Me Up Bob) – 8:38

### UK CD single (2017)
1. "Boom, Boom, Boom, Boom!!" (Re-Release Brooklyn Bounce Boombastic RMX) – 6:57
2. "Boom, Boom, Boom, Boom!!" (Re-Release Mark van Dale with Enrico RMX) – 6:36
3. "Boom, Boom, Boom, Boom!!" (Re-Release XXL version) – 5:23
4. "Boom, Boom, Boom, Boom!!" (Re-Release Equator RMX) – 6:20
5. "Boom, Boom, Boom, Boom!!" (Re-Release Pronti & Kalmani RMX) – 6:50
6. "Boom, Boom, Boom, Boom!!" (Re-Release Beat Me Up Scotty RMX) – 7:38
7. "Boom, Boom, Boom, Boom!!" (Re- Release Beat Me Up Bob) – 8:38
8. "Boom, Boom, Boom, Boom!!" (Re-Release Mix) – 6:59

## Desempenho nas tabelas musicais

### Tabela musical
| Tabela musical (1998/99)                | Posição de pico |
| --------------------------------------- | --------------- |
| Austrália - (ARIA)                      | 2               |
| Áustria - (Ö3 Austria Top 40)           | 8               |
| Bélgica - (Ultratop 50 Flanders)        | 1               |
| Canadá - (RPM)                          | 1               |
| Dinamarca - (Tracklisten)               | 4               |
| Europa - (Eurochart Hot 100)            | 26              |
| França - (SNEP)                         | 4               |
| Países Baixos - (Dutch Top 40)          | 1               |
| - (Recorded Music NZ)                   | 1               |
| Países Baixos - (Single Top 100)        | 1               |
| Itália - (Musica e dischi)              | 2               |
| Noruega - (VG-Lista)                    | 1               |
| Escócia - (Official Charts Company)     | 1               |
| Suíça - (Schweizer Hitparade)           | 13              |
| Estados Unidos - (Billboard Hot 100)    | 84              |
| Reino Unido - (Official Charts Company) | 1               |
| Suécia - (Sverigetopplistan)            | 1               |
| Hungria - (Mahasz)                      | 4               |

### Chart de final de ano
| Tabela musical (1999)                   | Posição de pico |
| --------------------------------------- | --------------- |
| Suécia - (Sverigetopplistan)            | 4               |
| Canadá - (RPM)                          | 12              |
| Reino Unido - (Official Charts Company) | 15              |
| França - (SNEP)                         | 16              |